# Planchonella sussu
Planchonella sussu är en tvåhjärtbladig växtart som först beskrevs av Adolf Engler, och fick sitt nu gällande namn av Herman Johannes Lam. Planchonella sussu ingår i släktet Planchonella och familjen Sapotaceae. IUCN kategoriserar arten globalt som sårbar. Inga underarter finns listade i Catalogue of Life.